# Weiss István
Weiss István (Budapest, Terézváros, 1895. október 15. – Budapest, Erzsébetváros, 1966. február 19.) belgyógyász, egyetemi magántanár, igazgató-főorvos, műgyűjtő.

## Élete
Weiss Sámuel (Sándor) (1865–1933) posztónagykereskedő és Grün Júlia (1861–1929) fiaként született zsidó családban. Testvérei Weiss Janka (1892–1953), férjezett Weiss Sándorné; Weiss Eugénia,  (1894–1978), férjezett Schönberger Oszkárné, Weiss Katalin (1898–1984), férjezett Klein Árpádné, Benedek Dezsőné; dr. Weiss György (1900–1974) osztályvezető főorvos és dr. Weiss Mihály (1903–1970) ügyvéd. Nagybátyja Faragó Aladár (1873–1945), a 8 Órai Újság kiadóhivatalának igazgatója.
Középiskolai tanulmányait a Budapesti V. kerületi Magyar Királyi Állami Főgimnáziumban végezte, ahol 1914-ben tett érettségi vizsgát. Orvosi oklevelének megszerzése után Magyarországon dolgozott. Később Bécsbe került Wenkebach professzor mellé, majd Münchenbe, az akkori legkiválóbb német belgyógyász, Friedrich Müller klinikájára. Az 1920-as évek közepén a budapesti Pázmány Péter Tudományegyetem I. sz. Belgyógyászati Klinikájának tanársegéde lett. 1936-ban vezetésével nyílt meg a II. kerület Alsótörökvész út 4. szám alatt a Rózsadombi Gyógyintézet. Az érrendszeri és anyagcsere-megbetegedésekkel kapcsolatban elért eredményei okán Korányi Sándor magántanárnak terjesztette fel, de származása miatt csak a második világháborút követően kaphatta meg a kinevezést. A háború alatt munkaszolgálatot teljesített és bujkálni kényszerült. Az 1940-es évek végétől a Magyar Izraeliták Országos Képviselete (MIOK) Szeretetkórház Belgyógyászati Osztályának vezetője, majd a kórház igazgató-főorvosa volt 1966-ban bekövetkezett haláláig. Halálát szívérrögösödés okozta.
Tagja volt a Zsidó Világkongresszus Magyarországi Bizottságának a Budapesti Izraelita Hitközség (BIH) elöljáróságának és a MIOK intézőbizottságának.
A Kozma utcai izraelita temetőben nyugszik.

### Műgyűjteménye
A Vigadó tér 3. szám alatti lakásában felhalmozott műkincseinek többsége a 19-20. századi magyar képzőművészet jelentős alkotása: több mint 200 nagy értékű festmény (köztük Paál László, Székely Bertalan, Ferenczy Károly, Csók István, Rippl-Rónai József, Mednyánszky László és Perlmutter Izsák képei), negyedszáz szobor, illetve pohár- és porcelángyűjtemény.

## Művei
- Vizsgálatok a vassal „blockirozott” reticuloendothelialis sejtek működésére vonatkozólag. Sümegi Istvánnal. (Magyar Belorvosi Archívum, 1924, 25.)
- A phosphatok hatása az emberi szervezet adrenalin-érzékenységére. (Magyar Belorvosi Archívum, 1924, 25.)
- Vizsgálatok a bőralatti kötőszövet felszívódási viszonyairól. Kolta Ervinnel. (Magyar Belorvosi Archívum, 1924, 25.)
- Adatok az adrenalin helyi és általános hatásához. Márkus Stefániával. (Magyar Belorvosi Archívum, 1924, 25.)
- Vizsgálatok a hypophysis hátsó lebenyének (pituitrinnek) hatásáról. Telbisz Alberttel. (Magyar Belorvosi Archívum, 1924, 25.)
- Vizsgálatok a szervezet sav-basisegyensúlyáról. II. Egyszerű módszer a vér H-ion-concentratiójának direkt meghatározására indicatorokkal. Holló Gyulával. (Magyar Belorvosi Archívum, 1924, 25.)
- Vizsgálatok a szervezet sav-basisegyensúlyáról. III. Egyszerű klinikai módszer az alveolaris szénsavnyomás mérésére. Holló Gyulával. (Magyar Belorvosi Archívum, 1924, 25.)
- Vizsgálatok a szervezet sav-basisegyensúlyáról. IV. A plasma bicarbonattartalmának klinikai módszerrel való meghatározása. Holló Gyulával. (Magyar Belorvosi Archívum, 1924, 25.)
- Vizsgálatok a reticulo-endothelialis apparatus működésének a haemolysinképzéssel való összefüggéséről. Kunze Jánossal. (Magyar Belorvosi Archívum, 1924, 25.)
- Vizsgálatok az antitryptikus hatásról és annak diagnostikai értékéről. ifj. Purjesz Bélával. (Magyar Belorvosi Archívum, 1924, 25.)
- Az insulin és adrenalin cardiovascularis antagonismusáról. Csépai Károllyal. (Orvosképzés, 1924, 3.)
- A vér H-ion concentrációjának és cukortartalmának befolyásáról az emberi szervezet valódi adrenalinérzékenységére. Csépai Károllyal, Holló Gyulával. (Orvosképzés, 1924, 3.)
- Vizsgálatok az antiketogen-hatás mechanismusáról. Altai Magdával. (Magyar Belorvosi Archivum, 1925, 26.)
- Vizsgálatok a colibacillusok acet -ecetsavelbontásáról. Pogány Jánossal. – Az emésztő fermentek befolyása az insulin-hatásra. Pogány Jánossal. (Magyar Belorvosi Archivum, 1926, 27.)
- Kísérleti vizsgálatok az aminosavaknak szerepéről az acetontestek lebontásánál és keletkezésénél. (Magyar Belorvosi Archivum, 1927, 28.)
- Adatok a respiratiós vizsgálatok methodikájához. II. A respiratiós vizsgálat befolyásáról az alveolaris CO2-tensióra Basedow-kóros és normális egyénen. Schill Imrével. (Magyar Belorvosi Archivum, 1927, 28.)
- Vizsgálatok a reticuloendothelialis apparátusnak szerepéről a vörösvérsejtek biológiájában. (Orvosi Hetilap, 1927, 30.)
- A kaliumion hatása a vegetatív idegrendszerre és a vér-ion concentratiójára. Dunay Beatrixszal. (Orvosi Hetilap, 1928, 8.)
- A vér H-ion concentratiójának befolyása a vérsejtek számára. Kiss Ferenccel, Kuszing Miklóssal. (Orvosi Hetilap, 1928, 17.)
- Savbasisegyensúly és vörösvérsejt-resistentia. Sümegi Istvánnal. (Orvosi Hetilap, 1928, 21.)
- A parathormone hatása a vérsavó actualis reactiójára. Csépai Károllyal. (Orvosi Hetilap, 1928, 23.)
- Rákbetegek vérreactiója és ennek összefüggése a vesefunctióval. Sümegi Istvánnal, Udvardy Lászlóval. (Orvosi Hetilap, 1928, 34.)
- A complement és antitestképzés összefüggése a savbázisegyensúllyal. Sümegi Istvánnal, Benkovics Zoltánnal. (Magyar Belorvosi Archivum, 1928, 29.)
- A lipoidok hatása a vegetativ idegrendszerre. Paul Benő Andorral. (Orvosi Hetilap, 1928, 45.)
- A vérsavó vegyhatásának befolyása a növényi csira fejlődésére. Fernbach Józseffel. (Orvosi Hetilap, 1931, 9.)
- A szervezet vegyhatásának befolyása a kísérleti tuberkulózisra. Sümegi Istvánnal. (Orvosi Hetilap, 1931, 33–34.)

## Díjai, elismerései
- Szocialista Munkásért (1958)[8]
- Munka Érdemrend ezüst fokozata (1965)[9]